# Mongo (grupo étnico)

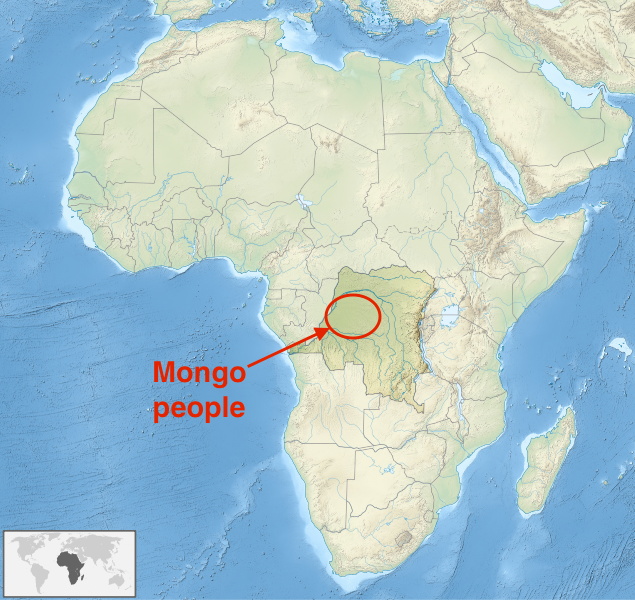
Mapa de África señalando donde viven la etnia mongo.

Los mongo son una etnia de África central, en concreto de la República Democrática del Congo donde se concentran en las provincias de Équateur y Bandundu. Su lengua natal es el idioma mongo, pero frecuentemente conocen la lengua lingala, la cual en muchos núcleos urbanos sustituye a la primera. 
Los mongo, son la tercera etnia bantú más importante de la República Democrática del Congo, tras los luba y los kongo. Están divididos en diez clanes: Bolia, Bokote, Bongandu, Ekonda, Mbole, Ndengese, Nkutu, Ntomba, Sengele and Songomeno.
- Datos: Q927706
- Multimedia: Mongo people / Q927706